# 肉桂酰氯
肉桂酰氯是一种有机化合物，化学式为C9H7ClO。它可由肉桂酸和氯化亚砜回流反应制得。
在乙腈中，它可以被钐/三丁基膦还原为肉桂醛。在钯催化下、三乙胺存在下，它和苯乙醛反应，可以得到1,5-二苯基-1-戊烯-4-炔-3-酮。